# Uccello Vermiglio (costellazione cinese)
L'Uccello Vermiglio è uno dei Quattro Simboli delle costellazioni cinesi. Secondo il Wu Xing, il sistema taoista di cinque elementi, esso rappresenta l'elemento del fuoco, la direzione del sud e corrispondentemente la stagione estiva. Pertanto è chiamato talvolta Uccello Vermiglio del sud (南方朱雀, Nán Fāng Zhū Què). È noto come Zhu Que in cinese, Suzaku in giapponese, Jujak in coreano e Chu Tước in vietnamita. È descritto come un uccello rosso che somiglia a un fagiano con un piumaggio di cinque colori ed è perennemente coperto di fiamme. È rappresentato nel Santuario di Jonangu nella parte meridionale di Kyoto.
È spesso confuso con il Fenghuang a causa delle somiglianze nell'aspetto, ma si tratta di due creature diverse. Il Fenghuang (simile alla fenice nelle mitologie occidentali) è un leggendario sovrano degli uccelli che è associato all'imperatrice cinese nello stesso modo in cui il drago è associato all'imperatore, mentre l'Uccello Vermiglio è una mitologica creatura spirituale delle costellazioni.

## Le Sette Case dell'Uccello Vermiglio
Come per gli altri tre simboli, ci sono sette "case", o posizioni, della luna dentro l'Uccello Vermiglio. I nomi e le stelle determinative sono:
| Casa n. | Nome (pinyin) | Traduzione | Stella determinativa |
| ------- | ------------- | ---------- | -------------------- |
| 22      | 井 (Jǐng)     | Pozzo      | μ Gem                |
| 23      | 鬼 (Guǐ)      | Fantasma   | θ Cnc                |
| 24      | 柳 (Liǔ)      | Salice     | δ Hya                |
| 25      | 星 (Xīng)     | Stella     | α Hya                |
| 26      | 張 (Zhāng)    | Rete Stesa | υ¹ Hya               |
| 27      | 翼 (Yì)       | Ali        | α Crt                |
| 28      | 軫 (Zhěn)     | Carro      | γ Crv                |

## Natura del simbolo

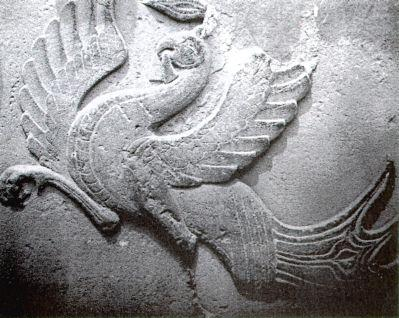
L'Uccello Vermiglio sulle porte di un complesso mausoleale della dinastia Han

L'Uccello Vermiglio è un uccello nobile ed elegante sia nell'aspetto sia nel comportamento; è molto selettivo in ciò che mangia e dove si posa, con le sue piume di molte diverse sfumature di vermiglione.

## Nella cultura di massa
- Suzaku è il nome del personaggio principale, dopo il protagonista, della serie anime Code Geass: Lelouch of the Rebellion, dopo cui rivediamo il ragazzo in opere dall'opera derivate.
- Nel gioco per cellulari Puzzle & Dragons, l'Uccello Vermiglio è descritto come una nella donna alata, simile a una fenice, che esercita il potere delle fiamme, nota come "Incarnazione di Suzaku, Leilan".
- Nella serie Beyblade, l'Uccello Vermiglio è chiamato Dranzer.
- La Forma Totem del Pokémon Tornadus si ispira all'Uccello Vermiglio.
- Nella serie Digimon, Zhuqiaomon è ideato in base ad esso.
- Nella serie Fushigi yûgi, nel viaggio durante il viaggio nell'Universo dei Quattro Dei Miaka Yuki diventa Sacerdotessa di Suzaku
- Nel videogioco Final Fantasy Type-0 l'Uccello Vermiglio è il nome di uno dei quattro Cristalli di Oriens, che rappresenta il Dominio di Rubrum.
- Nel film Gamera 3 - Iris kakusei, si suggerisce a un certo punto che il mostro Iris è l'Uccello Vermiglio.